# Robert Ameerali
Robert Ameerali, né le 16 août 1961 à Paramaribo, est un homme d'État et économiste surinamais. Il est vice-président du 12 août 2010 au 12 août 2015, pendant le premier mandat du président Desi Bouterse.

## Biographie
Économiste de formation, Robert Ameerali est choisi par le Parti général de la libération et du développement (ABOP), dont il est membre, comme candidat au poste de vice-président de la République pour l'élection du 19 juillet 2010. Il est élu par l'Assemblée nationale au côté du président Desi Bouterse et les deux hommes sont investis le 12 août suivant pour un mandat de cinq ans. Il ne se représente pas en 2015.